# マリオン (バンド)
マリオン(Marion)は、イギリス・マックルズフィールド出身のロック・バンド。
1993年結成。耽美的なボーカルや荒削りなギターロックが特徴で、1996年発表のファースト・アルバム『ディス・ワールド・アンド・ボディ』は、全英トップテン入りを記録。しかし、1998年発表のセカンド・アルバム『プログラム』は、ブリットポップ・ムーブメントがほぼ終焉を迎えていたこともあって、元ザ・スミスのジョニー・マーがプロデュースという話題にもかかわらず、全英チャート入りを逃す。
またボーカルのジェイミー・ハーディングのドラッグ依存が激しくなったこともあって、バンドは自然消滅。ギタリストだったフィル・カニンガムは後にニュー・オーダーに加入している。
2006年、ジェイミーとフィルを中心に再結成。2008年10月のライブをキャンセルして以降は活動を停止していたが、2011年には再び活動を再開している。

## ディスコグラフィ

### スタジオ・アルバム
- 『ディス・ワールド・アンド・ボディ』 - This World and Body (1996年、London)
- 『プログラム』 - The Program (1998年、London)

### EP
- 『トイズ・フォー・ボーイズ』 - Toys For Boys EP (1995年、London)
- 『スリープ』 - The Sleep EP (1996年、London)
- 『スパークルEP』 - Sparkle EP (1998年、London)
- Live In The Studio Sessions EP (2008年、Townsend)
- Can't Stop Now EP (2016年、Marion Recordings)
- Rouge Male EP (2016年、Marion Recordings)

### ライブ・アルバム
- Alive In Manchester (2012年、Marion Recordings)